# Chorizocarpa michaelseni
Chorizocarpa michaelseni is een zakpijpensoort uit de familie van de Styelidae. De wetenschappelijke naam van de soort is, als Synstyela michaelseni, voor het eerst geldig gepubliceerd in 1900 door Sluiter.